# L’Orient (1791)
„L’Orient” – francuski okręt liniowy. Przetrwał tylko 8 lat. Zatonął podczas bitwy pod Abukirem w 1798 roku po walce z „HMS Alexander” i „HMS Swiftsure”. Był to największy okręt biorący udział w tej bitwie (126 dział). Około 21:00 „L’Orient” zaczął płonąć, a o 22:00 eksplodował. Ocalało jedynie 60 osób załogi. Jego dowódcą w dniu bitwy był komodor Luc Julien Cassabianca. Na pokładzie okrętu znajdowały się wówczas m.in. kosztowności - łupy wojenne - zrabowane przez Francuzów z olbrzymiej twierdzy zakonu joannitów znajdującej się na Malcie.